# Flora Food Group
Flora Food Group är ett nederländskt företag som säljer flera sorter margarin och andra smörgåspålägg, varav några av dem är Flora, Lätta, Becel och Blå Band. Det är det största växtbaserade företaget som producerar konsumtionsvaror med snabb omsättning i hela världen och finns i 95 länder.
Företaget avknoppades från Unilever och köptes av investeringsverksamheten Kohlberg Kravis Roberts år 2018 under namnet Upfield.

## Historia
Margarin var en av de första produkterna som såldes av företaget som skulle bli Unilever. Efter att Kraft Heinz försökt köpa företaget under februari 2017, valde Paul Polman (VD) för Unilever, att sälja Unilevers avdelning för margarin- och smörgåspålägg.
Affären ledde till ett budgivningskrig mellan Apollo Global Management, CVC Capital Partners, Clayton, Dubilier & Rice och Bain Capital. Enligt Bloomberg, var det den största lånefinansierade affären i Europa under 2017. Under december 2017 accepterade Unilever erbjudandet av 6,8 miljarder euro från investeringsverksamheten Kohlberg Kravis Roberts. Affären, som slutfördes juli 2018, finansierades av både europeiska och nordamerikanska investmentbolag som kontrolleras av KKR. Efter att affären slutförts minskade Unilevers globala företag med 7 procent, då de sålde bland annat Flora, Becel, Lätta och Blå Band. Samma år såg även Upfield en 41 procent minskning i rörelseresultat.
Företaget bytte namn till Flora Food Group i september 2024.

## Produkter och verksamhet
Upfields mest kända märken inkluderar:
- Flora
- Violife
- Stork
- ProActiv
- Lätta
- I Can't Believe It's Not Butter
- Rama
- Country Crock
- Becel
- Planta Fin
- Fruit d'Or
- Elmlea
- Bertolli
- Blå Band (Blue Band)
- Crème Bonjour

I Sydafrika äger Siqalo Foods rättigheten till att producera ett flertal av Upfields produkter.
David Haines, tidigare icke verkställande direktör för tobaksföretaget Imperial Brands, tillsattes som VD under juli 2018. Från augusti 2018 består Upfields styrelse även av Detlef Schmitz (General counsel), Gerry Mulvin (Transformation Office/M&A), Afzaal Malik (Corporal Affairs), Jesper Andersen (CFO), Gordon von Bretten (Interim COO), John Verbakel (Chief R&D Officer) och Eve Baldwin (Chief HR Officer).
I september 2019 meddelade Upfield att de anställt en före detta chef hos Nestlé som skulle bli bli den regionala chefen för Upfield Americas.
I slutet av 2019 meddelade Upfield att de avsåg att köpa det grekiska företaget Arivia S.A. som tillverkar produkter under varumärket Violife. Affären slutfördes i januari 2020.
I juni 2020 tillkännagav Upfield att företaget skulle investera runt 50 miljoner euro, drygt 500 miljoner svenska kronor, i en anläggning för forskning och utveckling av växtbaserade produkter i Wageningen i Nederländerna. Anläggningen var planerad att öppna i slutet av 2021.
I augusti 2020 skrev Upfield i ett pressmeddelande att de kommer att förse 100 miljoner av sina förpackningar av bland annat margarin med information om produktens klimatpåverkan. Detta beslut fattades enligt en rapport som beskriver att "konsumentbeteendet påverkas positivt av information om klimatpåverkan i samband med köpbeslut".
I november 2021 genomförde Upfield ett köp av Unilevers produktionsfabrik i Cali i Colombia i Sydamerika. Fabriken producerar idag Rama, Violife och Blue Band. Upfield motiverade köpet med att det skulle förbättra dess sydameriska verksamheten.

## Nedläggning av verksamhet
Efter avknoppningen har Upfield stängt en fabrik i Purfleet, sammanlagt varslades runt 200 anställda. Anledningen beskrivs vara för "höga kostnader" och "undernyttjande" av fabriken.
Den 23 juni 2020 uppdagades det att Upfield skulle varsla 80 anställda i sin Helsingborgs-fabrik. Produktportföljen med ost- och gräddprodukter skulle flyttas till en annan fabrik i Tyskland. Flytten av ost- och gräddproduktionen beräknades vara genomförd och klar till den 1 februari 2021. I februari 2025 meddelades att fabriken i Helsingborg ska läggas ned helt och hållet, totalt 62 jobb försvinner i samband med nedläggningen. Produktionsvolymerna hade under ett antal år minskat varpå beslut fattades om att flytta produktionen utomlands, likt beslutet som genomfördes i februari 2021.
I mars 2021 meddelade Upfield att margarinfabriken i Rotterdam i Nederländerna kommer att stänga i mitten av 2022, totalt riskerar 150 jobb att försvinna.